# Baining

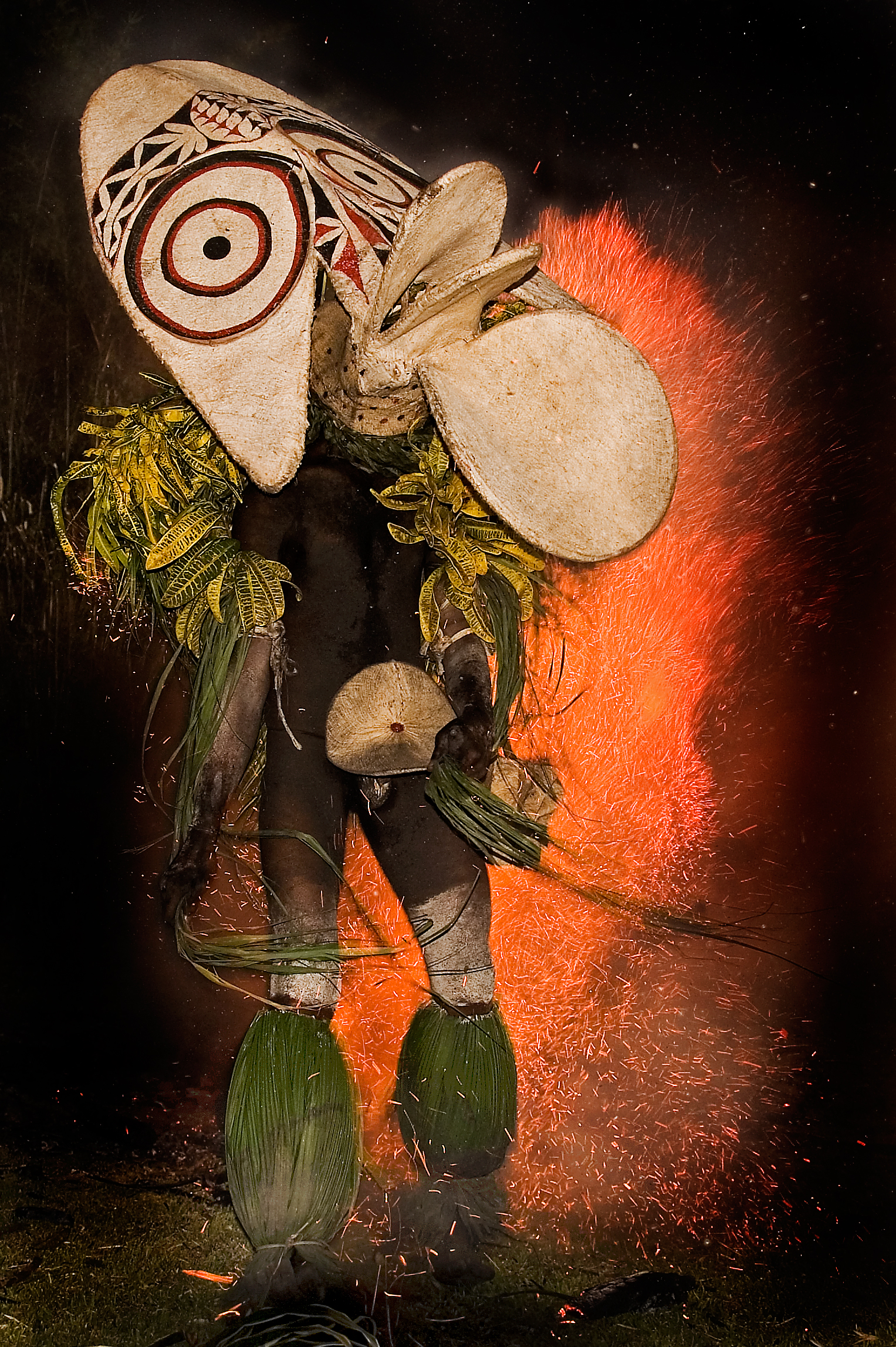
Feuertänzer der Baining mit einer kavat in den Bergen der Gazelle-Halbinsel (2008)

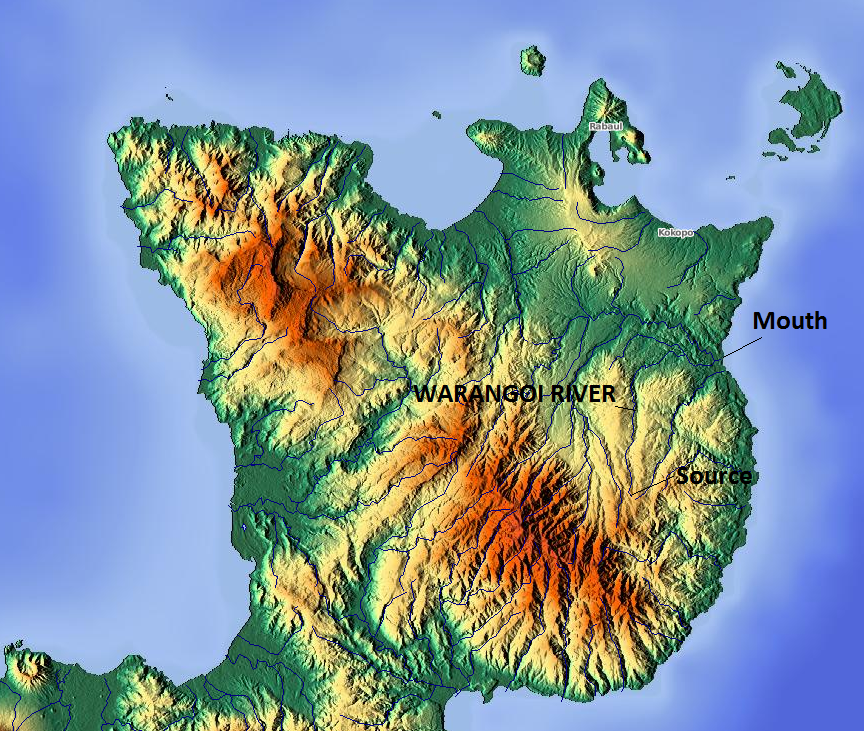
Die Baining leben in den Bergen, die die Halbinsel vom Rest Neubritanniens abtrennen, die Tolai besiedeln die fruchtbare Tiefebene (rechts oben in Grün)

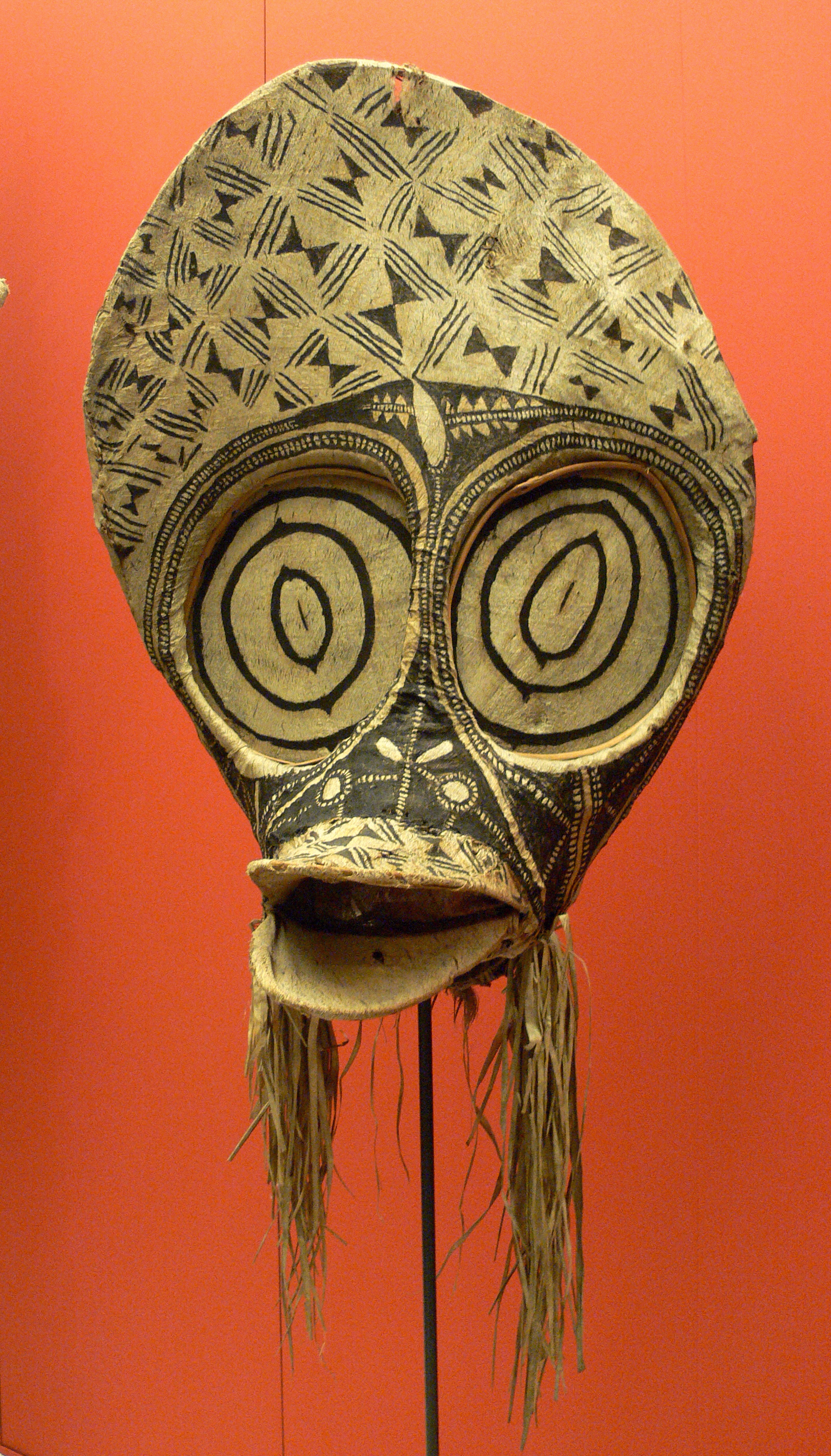
Kavat-Maske des Baining-Volkes: Rindenbast mit Grasbehang (1915)

Die Baining oder Baininger sind ein indigenes Volk im Osten der Insel Neubritannien (New Britain, ehemals Neupommern) im Bismarck-Archipel von Papua-Neuguinea. Ihr angestammtes Gebiet sind die Bainingberge auf der nordöstlich gelegenen Gazelle-Halbinsel, wohin sie als vermutliche Urbevölkerung von den aus dem Osten einwandernden Tolai vor geschätzten 250 Jahren verdrängt wurden. Selbst nennen sie sich Chachet („Menschen“), von den benachbarten Tolai werden sie noch heute teilweise abschätzig als kaulong (primitiv) bezeichnet, auch die frühen Europäer übernahmen diese Einstellung.
Die Baininger sind in Nord- und Südbaininger mit insgesamt drei Lokalbehörden (Nordbaining, Sinivit, Lassulbaining) aufgeteilt. Die anhaltende Landnahme angestammten Baining-Gebietes durch Tolai ist ein grundlegendes Problem für die traditionell lebenden Baininger.

## Sprache
Die Baining-Sprachen (Kairak, Makolkol, Mali, Qaqet, Simbali, Taulil-Butam, Ura) werden nur auf der Gazelle-Halbinsel gesprochen, zählen zu den Ostpapuasprachen und wurden 2013 von insgesamt etwa 12.000 bis 13.000 Menschen gesprochen.

## Arbeit und Spiel bei den Baining
Arbeit und Spiel nehmen bei den Baining besondere Rollen ein. Dies rührt anscheinend daher, dass ihr Alltag als Kleinbauern von repetitiver Tätigkeit beherrscht wird. Spiel wird von ihnen als kindlich, peinlich und eines Erwachsenen unwürdig bezeichnet. Ihre Kultur wurde als „die Ödeste“ bezeichnet. Verschiedene Versuche, ihre Kultur zu erforschen, scheiterten. Mythen, Rituale und Religion waren nicht aufzufinden. Selbst den rituellen Maskentänzen wurde keine symbolische Bedeutung zugesprochen.

## Initiationszeremonien
Die Baining messen, wie viele andere Gruppen Ozeaniens, den Lebensphasen, in denen der Mensch sich wandelt, besondere Bedeutung zu. Hierzu gehört vor allem der Übergang vom Jugendlichen zum Erwachsenen. In dieser Zeit halten die Baining den Jugendlichen für besonders verletzlich und den bösen Mächten ausgeliefert. Sie können, laut den Baining, nur durch Rituale vor der Versuchung geschützt werden. Um die Jugendlichen nun verantwortungsbewusst in die Gemeinschaft eintreten zu lassen, ist es für die ganze Familie wichtig, dass sie einer Initiationszeremonie unterzogen werden.
Schon Monate vorher beginnen die Männer der Familie hierbei mit der Herstellung des Rindenbaststoffes, welcher für die bei den Zeremonien getragenen Masken benötigt wird. Die Frauen fertigen derweil den passenden Tanzschmuck an. Die Initianden werden zudem durch Paten durch die Zeremonien begleitet. Hier zeigt sich die Verbindung der Initiationszeremonien zu den Heiratsregeln der Baining. Die angestrebte Heiratsform der Baining ist nämlich die Schwesternheirat, das heißt ein Mann, dessen Schwester in eine Familie einheiratet, sollte später eine Schwester seines Schwagers heiraten. Diese Eheschließungen werden schon früh beschlossen, sodass der ältere Schwager und der zukünftige Schwiegervater die Rolle des Paten übernehmen können.
Vor der ersten Zeremonie führt nur der Schwager seinen Patensohn zum Geheimplatz im Busch, an dem die für die Zeremonien nötigen Masken und Musikinstrumente hergestellt werden. Diese sieht der Initiant zum ersten Mal. Der Schwager fertigt zudem die Maske für den ersten Auftritt seines Patensohns an.
Den Auftakt der Feiern bildet der nächtliche Feuertanz mit drei verschiedenen Maskentypen. Alle drei Maskentypen bestehen aus einem Rattangestell, welches mit Rindenbaststoff bezogen wird. Dieser wird anschließend mit rot-schwarzen Mustern bemalt.
Die kavat-Masken stellen Gesichter dar. Die Maske bedeckt hierbei nur den Kopf des Trägers. Die Tänzer sind zudem am ganzen Körper mit schwarzer, weißer und roter Farbe bemalt. Die Waden des Tänzers werden mit Gras und Blättern umwickelt. Dazu trägt der Tänzer einen Schurz und einen Penisaufsatz aus Rindenbaststoff. Die kavat sind die Kinder der vungvung und stellen aggressive Geister dar, die die Menschen bedrohen und sie in Versuchung führen.
Die vungvung-Masken sind wesentlich größer als die kavat. Sie bestehen wie die kavat aus einem großen Kopfteil. Zusätzlich ragt den Masken eine mit Rindenbaststoff verkleidete Bambustrompete aus dem Rachen. Die Masken weisen zudem breite mit Blättern und Rattan verkleidete Seitenbehänge auf, sodass die eigentliche Maske kaum sichtbar ist. Die vungvung sind freundliche Masken, sie stellen die Ahnengeister dar. Die Masken stehen im Rang über den kavat und lingen.
Den letzten Maskentyp stellen die lingen-Masken dar. Die Tänzer tragen ebenfalls Körperbemalungen und Wadenwickel. Die Maske ist ein spitzer Hut mit unterschiedlichen Schmuckaufsätzen. Die lingen verkörpern Geister. Sie sind die jüngsten Söhne der kavat. Sie fungieren als Festordner und führen die anderen Tänzer während des Tanzes.
Für den nächtlichen Maskentanz wird nun ein Feuer entfacht, um das sich die Zuschauer versammeln. Dann beginnen Trommeln und Flöten zu spielen. Die Frauen beginnen mit Tanz und Gesang, ziehen sich aber zurück, sobald die ersten kavat und lingen erscheinen. Diese tauchen einer nach dem anderen auf, präsentieren sich dem Orchester und tanzen ums Feuer. Sobald alle Tänzer den Platz betreten haben, wird der Rhythmus der Musik langsamer und die Tänzer stellen sich in einer Reihe auf. Anschließend kommen die vungvung unter Dröhnen ihrer Bambustrompeten zum Vorschein. Sie tanzen ebenfalls ums Feuer, allerdings langsamer, da die Tänzer in den Masken weniger beweglich sind. Nun wird die Musik wieder schneller, die Masken tanzen mit heftigen Bewegungen in alle Richtungen. Die kavat laufen ins Feuer, treten in die Glut, stoßen Holzscheite um und wirbeln Funken auf, um die Zuschauer zu erschrecken. Der Tanz wird bis zu seinem Höhepunkt kurz vor Sonnenaufgang immer wilder, schließlich ertönt ein Signal, die Masken verlassen den Platz und die Musik bricht ab.
Nach diesem Nachttanz leben die Initianden einige Zeit in Klausur während der sie die Herstellung der Masken sowie die Gesetze der Gemeinschaft lernen.
Den Abschluss der Initiation bildet der Tanz der madask-Masken. Diese bestehen ebenfalls aus Rotang und Rindenbast, sind aber wesentlich höher als die anderen Masken. Sie haben ein den kavat ähnliches Gesicht, über dem ein breiter Rindenbastschlauch aufragt. Es existieren zwei Arten madask: die erste besteht aus einem Hut, in den oben ein hohes aufgespannten Stück Rindenbast eingesteckt wird, die andere wird aus einem Stück hergestellt. Die Masken sind dabei so hoch, dass sie während des Tanzens von Bambusstäben und Rotangschnüren abgestützt werden müssen. Infolgedessen handelt es sich bei dem Tanz der madask um einen langsamen und würdigen Auftritt. Der Tagtanz der madask symbolisiert die Erschaffung der Welt durch die urzeitlichen Ahnen. Durch die Wiederholung dieses Ereignisses soll der Fortbestand und die Fruchtbarkeit der Gemeinschaft gesichert werden.
In der Vergangenheit existierte zudem eine Initiationszeremonie für Mädchen, die dabei gemeinsam unter einer großen kuppelförmigen Maske auftraten. Diese Zeremonie wird jedoch nicht mehr durchgeführt.
Die Initiationszeremonien der Baining unterscheidet sich im Inhalt kaum von denen anderer benachbarter Gesellschaften, besonders ist allerdings die Ungewöhnlichkeit und Größe der Masken. Sie stellen vor allem einen Kontrast zu dem sonst so einfachen Leben der Baining dar. Heute werden die Feuertänze auch bei anderen Gelegenheiten, wie der Eröffnung eines Ladens aufgeführt. Dies bietet den Baining zudem die Gelegenheit mit dem Verkauf von Eintrittskarten Geld zu verdienen.
Nichtsdestoweniger sind die Tänze für die Baining ein religiöses Ritual, über das sie mit Außenstehenden nur ungern sprechen. Mit dem Kavet-Tanz bilden sie das ab, was die „echten“ Kavet-Geister in der „wahren“ Welt tun (denn die materielle Welt ist nur ein Abbild der „wahren“ Welt): Durch den Sprung ins Feuer und das dadurch produzierte Auflodern der Flammen füttern die „echten“ Kavet-Geister die Sonne, so dass sie weiterhin Kraft hat, aufzugehen. Geleitet wird die „echte“ Zeremonie durch die oberste Gottheit der Baining, die sich in unserer Welt als Pythonschlange abbildet. Aus diesem Grund werden beim Tanz Pythonschlangen umhergetragen, die am nächsten Tag geschlachtet, gekocht und verspeist werden. Weitere Einzelheiten haben die Baining bisher nicht verraten.